# Бетис Депортиво
«Бетис Депортиво» (исп. El Betis Deportivo Balompié) — испанский футбольный клуб из города Севилья, в одноимённой провинции в автономном сообществе Андалусия, резервная команда клуба «Бетис». Клуб основан в 1962 году, и первоначально назывался «Триана Баломпье» (в 1991—2017 — Real Betis B), гостей принимает на арене «Сьюдад Депортива», вмещающей 4 000 зрителей. Команда никогда не поднималась в Примеру и Сегунду, лучшим результатом является 7-е место в Сегунде Б в сезоне 1991/92 (в группе 4).

## Сезоны по дивизионам
- Сегунда B — 23 сезона
- Терсера — 26 сезонов
- Региональные лиги — 4 сезона

## Достижения
- Терсера
  - Победитель (4): 1984/85, 1989/90, 1993/94, 2013/14